# Старший милиционер
Ста́рший милиционе́р — специальное звание сотрудников младшего начальствующего состава милиции НКВД СССР в период 1936—1943 годов. 
Специальное звание старший милиционер (2 треугольника в петлицах образца 1939—1943 годов) условно соответствовало воинскому званию отделенный командир РККА (после 1940 года — сержант), в то время как вышестоящее специальное звание отделенный командир милиции (3 треугольника в петлицах образца 1939—1943 годов) в данный период условно соответствовало воинскому званию младший комвзвод РККА (после 1940 года — старший сержант).

## История звания
Специальное звание старший милиционер было введено совместным Постановлением ЦИК и СНК СССР от 26 апреля 1936 года, объявленного Приказом НКВД СССР № 157 от 5 мая 1936 года для личного состава Рабоче-крестьянской милиции.
Указом Президиума ВС СССР от 9 февраля 1943 года, вводившим новые специальные звания сотрудников органов НКВД сходные с общевойсковыми, звание старший милиционер было упразднено и заменено на звание «ефрейтор милиции».
| младшее звание: Милиционер | Старший милиционер | старшее звание: Младший сержант милиции |